# Elizabeth Silverio
Elizabeth Silverio Sillien de Báez (Santo Domingo, República Dominicana; 1993) es una auto denominada pastora cristiana dominicana-antiguana, quien en 2023 fue señalada públicamente por la periodista Nuria Piera en el programa televisivo «N investiga» del canal Color Visión  de ejercer ilegalmente la psicología bajo un título falso de  neurocientífica en su Centro de Terapias Neurocognitivas y Psicopedagógicas Kogland para trastornos del espectro autista.
Se presenta como Doctora en Neurociencias, con modalidad en Intervención Cognitivo-Cerebral (Áreas Clínica y Pedagógica), egresada –según afirma– de la Universidad de Florida (Estados Unidos) y de la Universidad del País Vasco (Grupo EHU). También sostiene poseer los títulos de Doctora en Educación y Pedagogía, así como Doctora en Neuro-Intervención y Neurocientífica Infantil y General, con especialidad en la Intervención de Trastornos, Síndromes y Comorbilidades del Desarrollo, supuestamente obtenidos en la Universidad de Florida.
Asegura contar con una Maestría en Modelo de Inclusión con mención en Educación Especial por la Universidad de las Indias Occidentales en Antigua y Barbados, además de una Maestría en Psicopedagogía. Igualmente, declara ser Licenciada en Neuro-Pedagogía, con formación en Intervención Pedagógica, Tratamientos y Seguimiento de niños con autismo, TDAH y otras condiciones especiales. Afirma ser también Licenciada en Psicopedagogía con mención en Administración Escolar, egresada de la Universidad de Cambridge (Inglaterra), y Licenciada en Administración en Lenguas Modernas con mención en Pedagogía.
Se describe como administradora en gestión académica y creadora de maquetas operacionales corporativas educativas y modelos de programas para la Universidad de las Indias Occidentales. Sostiene además ser Especialista en Estructuras Terapéuticas y Creación de Tratamientos de Intervención, con estudios en la Universidad de Valencia (España). Asimismo, asegura ser Especialista en Estructuras de Terapias y Programas Académicos, así como en las áreas de Neurobiología, Neurocognitivas y Neuropatológicas, supuestamente egresada de la Universidad de Florida.
La cantidad de títulos y especializaciones que afirma poseer requeriría, en condiciones normales, más de 25 a 30 años de estudios universitarios consecutivos. Considerando que Elizabeth Silverio nació en 1993, esto la situaría en una posición extraordinaria, ya sea como un caso excepcional de prodigio académico de alcance histórico o, en contraste, como una persona que ha inflado o falsificado credenciales profesionales.
Reconocida como Estructuradora Escolar y Actualizadora de Modalidad Psicológica del Milenio dominicana-antiguana, en 2023 fue señalada públicamente por la periodista Nuria Piera, a través del programa «N Investiga» del canal Color Visión, tras una denuncia recibida. Posteriormente, el Ministerio Público abrió una investigación en su contra por presunta estafa y ejercicio ilegal de profesiones, entre ellas la psicología, la medicina y la neurociencia, en su Centro de Terapias Neurocognitivas y Psicopedagógicas Kogland, dedicado a la atención de trastornos del espectro autista.
El caso y detención de Elizabeth ha tenido gran resonancia en República Dominicana y medios hispanos, aparte de viralidad en redes sociales. Tras este suceso, vinieron nuevas investigaciones legales de falsos profesionales de la medicina ejerciendo en dicho país. 
Para finales de 2023, fue puesta en libertad condicional.
Fue declarada culpable el 21 de octubre de 2024 por el Tercer Tribunal Colegiado del Distrito Nacional, tras comprobarse que utilizó títulos y credenciales falsificados para atender a niños con trastorno del espectro autista en su centro Kogland.
El tribunal la sentenció a siete años de prisión, al pago de 2 millones de pesos dominicanos como indemnización a cada una de las nueve víctimas, y a cubrir las costas civiles y penales. Además, se ordenó el decomiso y destrucción de los documentos y objetos utilizados en su práctica fraudulenta. La pena debe cumplirse en el Centro de Corrección y Rehabilitación Najayo Mujeres, en San Cristóbal.
Actualmente, la condena no es firme y Silverio permanece en libertad mientras se tramita el proceso de apelación, cuya audiencia está prevista para el 25 de agosto de 2025.

## Biografía
Silverio, nació en Santo Domingo, a los ocho años migra con sus padres a Saint John, capital de Antigua y Barbuda, donde residían sus abuelos. Se graduó en 2011 de bachillerato a los dieciocho años, y regresa a República Dominicana a los veintiún años.
De oficio, se adjudica el pastorado de la iglesia Somos Adoradores y directora del Centro de Terapias Neurocognitivas y Psicopedagógicas Kogland, creado en diciembre de 2021 y con sede en Gascue, Santo Domingo, que dirigía junto a su esposo y socio Davis Báez Zorrilla, hasta su cierre. También supervisaba un centro de formación para estudiantes cristianos, llamado Escuela Kabod (Peso de Gloria). Tiene dos hijos.

### Acusaciones de ejercicio ilegal y estafa
En mayo de 2023, la periodista y presentadora Nuria Piera publicó en «N investiga» del canal Color Visión, un reportaje donde afirmaba que Elizabeth ejercía ilegalmente varias profesionaes académicas, tras una entrevista con ella en su lugar de trabajo y una denuncia recibida previamente. Silverio decía poseer el título de doctora en Neurociencias en la modalidad de intervención cognitivo-cerebral en áreas clínicas y pedagógicas, asegurando ser egresada de la Universidad de Cambridge, en Inglaterra. Decía tener una licenciatura en administración en lenguas modernas, mención pedagogía, y un máster ESD modelo de inclusión, mención educación especial, ambos de la Universidad de las Indias Occidentales. Además, de tener un PHD neurocientífica infantil y general de especialidad en intervención de trastornos, síndromes y comorbilidades de desarrollo. También una especialidad en las áreas neurobiológicas, neurocognitivas y neuropatológicas, de la Universidad de Florida y una especialidad en estructura terapéutica de creación de tratamiento de intervención, en la Universidad de Valencia, España, y posgrado de en actualización de modalidad psicológica milenial. Silverio también afirmaba ser psicóloga.
Tras estas acusaciones la pastora, declaró en varios canales de televisión y radios dominicanas que sus titulaciones eran legales, sin embargo no mostraba prueba alguna de la documentación. También, informó que es autista debido a que padece «presuntamente» los síndromes de asperger y savant.

### Respuesta de organismos gubernamentales, detención y liberación
El Ministerio de Educación Superior Ciencia y Tecnología (Mescyt) informa que Silverio no tiene registrado ningún título universitario para ejercer en República Dominicana. También el Ministerio de Salud Pública y Asistencia Social cierra el Centro de Terapias Neurocognitivas y Psicopedagógicas Kogland por violaciones a la Ley General de Salud, 42-01. Posteriormente Karen Elizabeth Silverio Peralta, la médico pediatría cuyo exequátur fue usurpado por Elizabeth Silverio para ejercer como neurocientífica, presenta su denuncia en el Palacio de Justicia de Ciudad Nueva.
John Romero, quien trabaja como funcionario del Departamento de Lenguas Modernas del Ministerio de Educación de Antigua y Barbuda declara lo siguiente «Lo que nosotros sabemos es que la señora Elizabeth solo pasó dos materias de acuerdo a los récords que hay en las oficinas de exámenes. Una de ellas, claro, es español. La otra es AM. Una materia que tiene que ver con asuntos electrónicos». Aparte agregó: «Eso no le da suficiente crédito para entrar siquiera a la antigua State College, que es como un nivel preuniversitario. Donde se le da a los alumnos un grado asociado A.»
El 21 de junio de 2023, el Ministerio Público solicita aprensión contra Elizabeth Silverio por «violación a la Ley General de Salud 42-01, usurpación de funciones y estafa», y allanan inmuebles de su residencia. Luego el Tribunal de Atención Permanente del Distrito Nacional, impuso tres meses de prisión preventiva en el Centro de Corrección y Rehabilitación (CCR) de Najayo Mujeres, de San Cristóbal, como medida de coerción mientras avanza las investigaciones en el juicio. Silverio, fue traslada el 26 de junio de 2023 a un instituto de cirugía especializada en Distrito Nacional, por presentar situaciones de salud, aunque dada de alta unos días después, para regresar a la cárcel donde está detenida.
Su abogado Cándido Simón, solicita en julio de 2023, a la fiscal Rosalba Ramos del Distrito Nacional, una evaluación psicológica a Silverio debido a una recomendación de la médico que le brindó asistencia médica, y así se le otorgue la libertad debido a su «presunto estado mental». En agosto de 2023, el tribunal ordenó suspender la prisión preventiva por arresto domiciliario, así, como presentación periódica, además, de la colocación de un grillete electrónico e impedimento de salida.
En junio de 2024, su caso fue reabierto y actualmente se encuentra en juicio de fondo, varias veces siendo pospuesto por supuesta falsificación de documentos oficiales e institucionales y usurpación de funciones médico-docentes.

### Negativa de CODUE por ocupación como pastora
En marzo de 2024, Silverio apareció en redes sociales, anunciando su oficio como pastora. Pese a esto, el presidente del Consejo Dominicano de Unidad Evangélica (CODUE) de República Domincana, Feliciano Lacen, exhortó a los feligreses que Elizabeth no posee estudios ni acreditación alguna para ejercer dicha ocupación. Se ha identificado como líder principal de la iglesia evangélica Somos Adoradores, sin embargo, la congregación niega el hecho.